# Wapen van Twijzelerheide

Wapen van Twijzelerheide

Het wapen van Twijzelerheide is het dorpswapen van het Nederlandse dorp Twijzelerheide, in de Friese gemeente Achtkarspelen. Het wapen werd in 1999 geregistreerd.

## Beschrijving
De blazoenering van het wapen luidt als volgt:
Doorsneden: a. van goud; overtrokken van rood, driemaal getand en rakende de bovenrand van het schild, beladen met een takkenbos, ter weerszijden vergezeld van een heidebloem met rond het hart vier kleine kroonbladeren, geplaatst volgens een schuinkruis, en vier grote kelkbladeren, geplaatst volgens een recht kruis, alles van zilver; b. in groen een rechts schuin geplaatste gouden punt, uitgaande van de linker schildrand en de top de rechter schildhoek rakende, de punt beladen met een rechts schuin geplaatste groene klaver.
De heraldische kleuren zijn: goud (geel), keel (rood), zilver (zilver) en sinopel (groen). 

## Symboliek
- Rood schildhoofd en heidebloemen: verwijzen naar de heide in het gebied. De punten duiden op de bewoning van de heide met het goud als verwijzing naar een betere toekomst.[3]
- Takkenbos: werd gebruikt voor het maken van bezems en als brandstof.[3]
- Groen veld: symboliseert de weidegrond rond het dorp.[3]
- Gouden punt: staat voor het ijzer van ploeg.[3]

## Zie ook

Vlag van Twijzelerheide